# Bandeira de Erechim

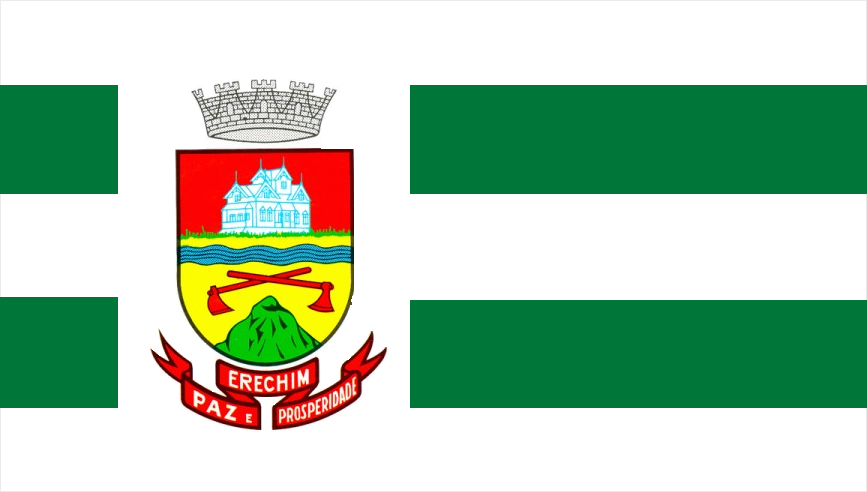
Bandeira de Erechim

A Bandeira de Erechim é um símbolo de Erechim, município do estado do Rio Grande do Sul, Brasil. Ela contém faixas brancas e verdes separadas pelo brasão do município.